# Slaba veštačka inteligencija
Slaba veštačka inteligencija (slaba VI) je veštačka inteligencija koja implementira ograničeni deo uma, ili, kao uska veštačka inteligencija, je fokusirana na jedan uski zadatak.
Slaba VI je u kontrastu sa jakom VI, koja je različito definisan kao:
- Veštačka opšta inteligencija (AGI): mašina sa sposobnošću da primeni inteligenciju na bilo koji problem, a ne samo na jedan specifičan problem (kao kod uske veštačke inteligencije).
- Veštačka superinteligencija (ASI): mašina sa znatno superiornijom inteligencijom u odnosu na prosečno ljudsko biće.
- Veštačka svest: mašina koja ima svest, osećaj i um (Džon Sirl koristi „jaku veštačku inteligenciju“ u ovom smislu).

Naučnici kao što je Antonio Lieto su tvrdili da su trenutna istraživanja VI i kognitivnog modeliranja savršeno usklađena sa hipotezom o slaboj VI (koju ne treba mešati sa razlikom „opšte“ i „uske“ VI), i da je popularna pretpostavka da kognitivno inspirisani sistemi veštačke inteligencije podržavaju snažnu hipotezu veštačke inteligencije pogrešno postavljena i problematična, jer se „veštački modeli mozga i uma mogu koristiti za razumevanje mentalnih fenomena bez pretvaranja da su oni stvarni fenomeni koje modeliraju“ (kao, s druge strane, podrazumeva snažna VI pretpostavka).
Uska VI se može klasifikovati kao „ograničena na jedan, usko definisan zadatak. Većina modernih VI sistema bi bila klasifikovana u ovu kategoriju.“ Usko znači da je robot ili računar striktno ograničen na to da može da reši samo jedan po jedan problem. Jaka VI je obrnuto. Jaka VI je bliža ljudskom mozgu. Sve ovo poržava filozof Džon Sirl. Ova ideja o snažnoj veštačkoj inteligenciji je takođe kontroverzna. Sirl veruje da Tjuringov test (koji je kreirao Alan Tjuring tokom Drugog svetskog rata, prvobitno nazvan Igra imitacije, korišćen za testiranje da li je mašina inteligentna kao čovek) nije tačan ili prikladan za testiranje jake veštačke inteligencije.